# Никифор Калист Ксантопул
Никифор Калист Ксантопул (на гръцки: Νικηφόρος Κάλλιστος Ξανθόπουλος, Nikephoros Kallistos Xanthopoulos, Callistus Xanthopulus, * ок. 1268/1274, † сл. 1328) от Константинопол е последният голям византийски църковен историк през 14 век.
Той е клерик и през последните си години монах. Неговото главно произведение е църковна история Historia Ecclesiastica в 18 книги за времето до 610 г. Той има достъп до документите в Константинопол.
Освен това той е автор на списъци на византийските императори, на патриарсите на Константинопол, едно стихотворение за падането на Йерусалим, един синопсис на Библията и ръкописи за литургия.

## Издания
- Nicephori Callisti Xanthopuli … Ecclesiasticae historiae libri decem et octo. Lateinische Übersetzung von Johann Lange. Feyerabend, Frankfurt 1588
- Nicephori Callisti Xanthopuli ecclesiasticae historiae libri XVIII. In: Migne: Patrologia Graeca. 145-147. Paris 1865. Neudruck Brepols, Turnhout ca. 1967.
- Projekt der Neuedition[неработеща препратка]